# Vânători (Mureș)
Vânători [ˈwɨnətorʲ] (veraltet Hașfalău; deutsch Teufelsdorf, ungarisch Héjjasfalva) ist eine Gemeinde im Kreis Mureș in der Region Siebenbürgen in Rumänien.
Der Ort Vânători ist auch unter den deutschen Bezeichnungen Diewaldsdorf und Truffelsdorf und der ungarischen Héjásfalva bekannt.

## Geographische Lage

Lage der Gemeinde Vânători im Kreis Mureș

Die Gemeinde Vânători liegt im Kokeltal (Podișul Târnavelor) im Siebenbürgischen Becken. An der Târnava Mare (Große Kokel), der Nationalstraße DN13 – hier Teil der Europastraße 60 – und der Bahnstrecke Teiuș–Brașov befindet sich der Ort Vânători 12 Kilometer östlich der Stadt Sighișoara (Schäßburg) und etwa 65 Kilometer südöstlich von der Kreishauptstadt Târgu Mureș (Neumarkt am Mieresch) entfernt.
In Vânători zweigt eine Bahnlinie nach Odorheiu Secuiesc im Kreis Harghita ab.

## Geschichte

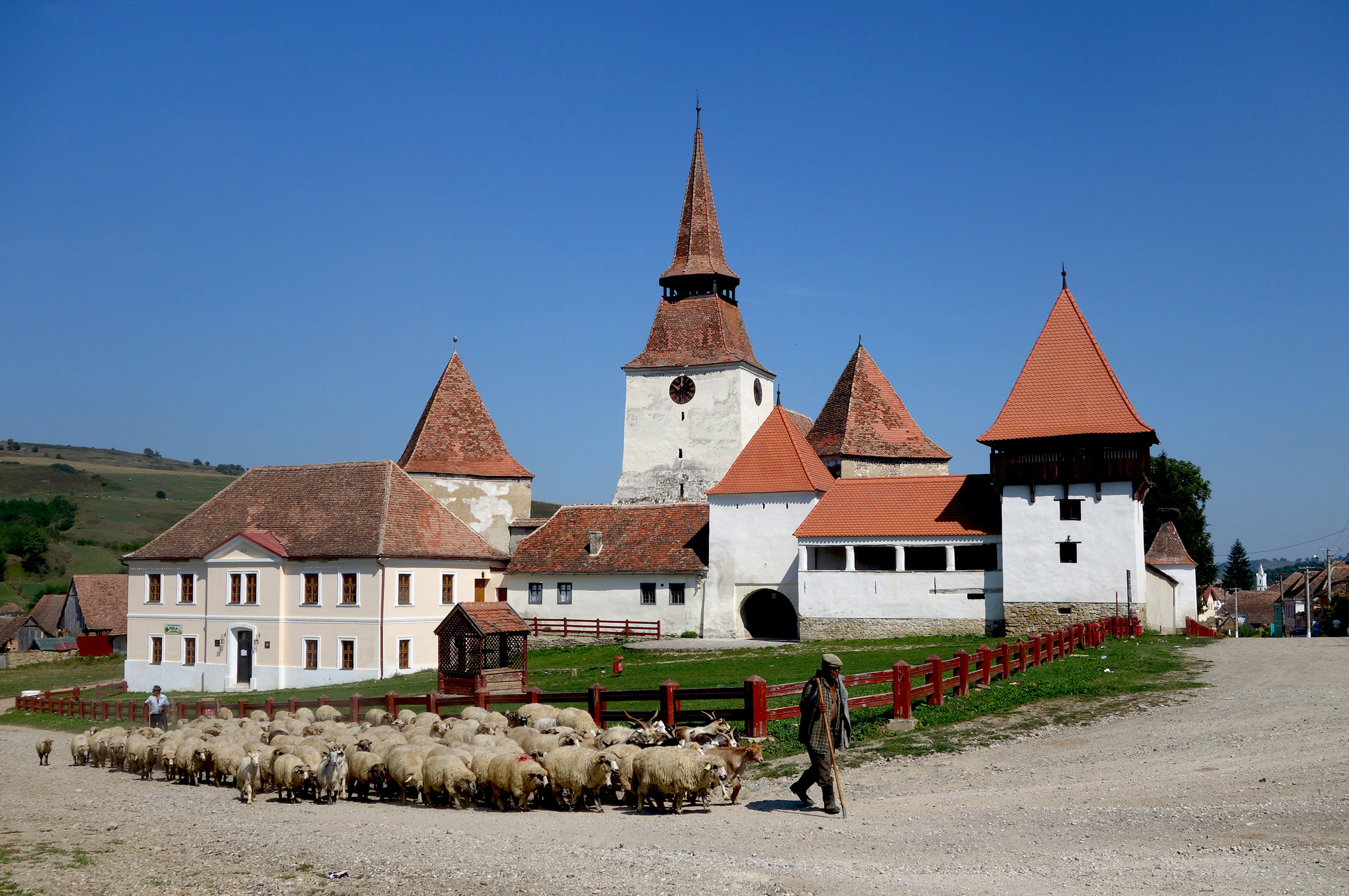
Dorfzentrum in Archita

Der Ort Vânători wurde 1297 erstmals urkundlich erwähnt.
Eine Besiedlung auf dem Gebiet der Gemeinde wird auf dem Areal des eingemeindeten Dorfes Archita (Arkeden), bei den Einheimischen genannten Berg Dealului Cetății, bis in die Spätbronzezeit zurück bestätigt. Eine zweite Besiedlung auf dem Areal des Dorfes wird neben der Bahnbrücke bestätigt, ist aber noch keinem Zeitalter zugeordnet. Auch zahlreiche archäologische Funde sind auf dem Areal des Dorfes Archita aus unterschiedlichen Zeitaltern, von der Jungsteinzeit über die Frühbronzezeit, der Hallstattzeit bis in die Römerzeit, dokumentiert. Auch auf dem Areal des eingemeindeten Dorfes Mureni (Neuflaigen) wurde ein Beil der Frühbronzezeit, ein Schwert und eine Gewandnadel der Latènezeit zugeordnet.
Im Königreich Ungarn gehörten Orte der heutigen Gemeinde zum Teil dem Komitat Groß-Kokelburg und einige dem Komitat Klein-Kokelburg, anschließend den historischen Kreisen Târnava-Mare und Odorhei, und ab 1950 dem heutigen Kreis Mureș an.

## Bevölkerung
Die Bevölkerung der Gemeinde Vânători entwickelte sich wie folgt:
| 1850 | 3.536 | 1.547 | 964   | 639 | 386   |
| 1930 | 4.551 | 2.351 | 1.532 | 581 | 87    |
| 1977 | 4.104 | 2.212 | 1.230 | 285 | 377   |
| 1992 | 3.647 | 1.743 | 1.008 | 23  | 873   |
| 2002 | 3.760 | 1.755 | 980   | 9   | 1.016 |
| 2011 | 3.901 | 1.399 | 746   | 2   | 1.754 |
| 2021 | 4.131 | 1.515 | 648   | 2   | 1.966 |

Seit 1850 wurde auf dem Gebiet der heutigen Gemeinde die höchste Einwohnerzahl (4.588) 1941 registriert. Die höchste Anzahl der Rumänen (2.374) wurde 1966, der Magyaren (1.747) 1910, die der Roma (1.709) 2021 und die der Rumäniendeutschen (667) wurde 1890 ermittelt.

## Sehenswürdigkeiten
- Im Gemeindezentrum das Pfarrhaus der reformierten Kirche, im 19. Jahrhundert errichtet, steht unter Denkmalschutz.[8]
- Im eingemeindeten Dorf Archita (Arkeden), die Kirchenburg im 13. Jahrhundert errichtet und im 18. erneuert, steht unter Denkmalschutz.[8]
- Denkmal Zeyk Domokos (1816–1849),[9] ein Offizier der sich das Leben nach verlorener Schlacht bei Vânători zwischen dem ungarischen Revolutionsheer und den Habsburgern in der Revolution von 1848 nahm.[4]
- Im eingemeindeten Dorf Mureni (Neuflaigen oder Sedresch) die reformierte Kirche 1731 errichtet.[10]